# Liam Chipperfield
Liam Scott Chipperfield (Basilea, 14 febbraio 2004) è un calciatore svizzero, centrocampista del Sion.

## Biografia
È nato in Svizzera nel periodo in cui il padre, l'ex calciatore australiano Scott Chipperfield, militava nel Basilea.

## Carriera

### Club
Cresciuto nel settore giovanile del Basilea, il 4 dicembre 2020 ha firmato il suo primo contratto professionistico ed il 19 settembre 2021 ha debuttato in prima squadra nell'incontro di Coppa Svizzera vinto 3-0 contro il Rorschach; il 13 marzo dell'anno successivo ha segnato il suo primo gol nell'incontro di Super League vinto 2-0 contro il Servette.
Il 17 luglio 2023 è stato ceduto a titolo definitivo al Sion, con cui nella sua prima stagione in squadra ha vinto la Challenge League 2023-2024, conquistando così una promozione in prima divisione, categoria in cui sempre con il club biancorosso ha poi trascorso l'intera stagione 2024-2025, venendo in seguito riconfermato in rosa anche per la stagione 2025-2026.

### Nazionale
Ha giocato con le nazionali giovanili svizzere Under-15, Under-16, Under-18, Under-19, Under-20 ed Under-21.

## Statistiche

### Presenze e reti nei club
Statistiche aggiornate al 3 agosto 2025.
| Stagione          | Squadra           | Campionato        | Campionato | Campionato | Coppe nazionali | Coppe nazionali | Coppe nazionali | Coppe continentali | Coppe continentali | Coppe continentali | Altre coppe | Altre coppe | Altre coppe | Totale | Totale | Totale |
| Stagione          | Squadra           | Comp              | Pres       | Reti       | Comp            | Pres            | Reti            | Comp               | Pres               | Reti               | Comp        | Pres        | Reti        | Pres   | Reti   |        |
| ----------------- | ----------------- | ----------------- | ---------- | ---------- | --------------- | --------------- | --------------- | ------------------ | ------------------ | ------------------ | ----------- | ----------- | ----------- | ------ | ------ | ------ |
| 2021-2022         | Basilea II        | PL                | 23         | 4          | -               | -               | -               | -                  | -                  | -                  | -           | -           | -           | 23     | 4      |        |
| 2022-2023         | Basilea II        | PL                | 18         | 2          | -               | -               | -               | -                  | -                  | -                  | -           | -           | -           | 18     | 2      |        |
| Totale Basilea II | Totale Basilea II | Totale Basilea II | 41         | 6          |                 | -               | -               |                    | -                  | -                  |             | -           | -           | 41     | 6      |        |
| 2021-2022         | Basilea           | SL                | 5          | 1          | CS              | 1               | 0               | UECL               | 1                  | 0                  | -           | -           | -           | 7      | 1      |        |
| 2022-2023         | Basilea           | SL                | 0          | 0          | CS              | 1               | 0               | UECL               | 0                  | 0                  | -           | -           | -           | 1      | 0      |        |
| Totale Basilea    | Totale Basilea    | Totale Basilea    | 5          | 1          |                 | 2               | 0               |                    | 1                  | 0                  |             | -           | -           | 8      | 1      |        |
| 2023-2024         | Sion II           | 1L                | 1          | 1          | -               | -               | -               | -                  | -                  | -                  | -           | -           | -           | 1      | 1      |        |
| 2024-2025         | Sion II           | 1L                | 1          | 0          | -               | -               | -               | -                  | -                  | -                  | -           | -           | -           | 1      | 0      |        |
| Totale Sion II    | Totale Sion II    | Totale Sion II    | 2          | 1          |                 | -               | -               |                    | -                  | -                  |             | -           | -           | 2      | 1      |        |
| 2023-2024         | Sion              | ChL               | 31         | 7          | CS              | 5               | 2               | -                  | -                  | -                  | -           | -           | -           | 36     | 9      |        |
| 2024-2025         | Sion              | SL                | 18         | 0          | CS              | 3               | 0               | -                  | -                  | -                  | -           | -           | -           | 21     | 0      |        |
| 2025-2026         | Sion              | SL                | 2          | 0          | CS              | 0               | 0               | -                  | -                  | -                  | -           | -           | -           | 2      | 0      |        |
| Totale Sion       | Totale Sion       | Totale Sion       | 51         | 7          |                 | 8               | 2               |                    | -                  | -                  |             | -           | -           | 59     | 9      |        |
| Totale carriera   | Totale carriera   | Totale carriera   | 99         | 15         |                 | 10              | 2               |                    | 1                  | 0                  |             | -           | -           | 110    | 17     |        |

## Palmarès

### Club

#### Competizioni nazionali
- Challenge League: 1

Sion: 2023-2024